# 虎城山城
虎城山城（こじょうやまじょう）は、紀伊国（現・和歌山県東牟婁郡串本町古座）にあった日本の城。別名は古座浦城。

## 概要
1581年（天正9年）、高河原貞盛が虎城山に築城した。
貞盛の子家盛が創建したと言われる青原寺の裏山に当たり、寺を建てる際に城の一部を用いたとされる。1600年（慶長5年）の関ヶ原の戦いで家盛が西軍に属したため、改易となり、城も廃城となったが家盛の子孫が城跡に代々住居を構えていたという。
城は山城で、土塁がわずかに残っている。